# Lycaeides myokoensis
Lycaeides myokoensis är en fjärilsart som beskrevs av Siuiti Murayama 1968. Lycaeides myokoensis ingår i släktet Lycaeides och familjen juvelvingar. Inga underarter finns listade i Catalogue of Life.